# Hypoperigea medionata
Hypoperigea medionata là một loài bướm đêm trong họ Noctuidae.